# Veliki Stjenjani
Veliki Stjenjani su naselje v občini Bihać, Bosna in Hercegovina. 

## Deli naselja
Antunovići, Đukići, Donji Kraj, Gornji Kraj, Karanovići, Mijići, Veliki Stjenjani in Zorići.

## Prebivalstvo
| Pregled števila prebivalcev po letih | Pregled števila prebivalcev po letih | Pregled števila prebivalcev po letih | Pregled števila prebivalcev po letih | Pregled števila prebivalcev po letih | Pregled števila prebivalcev po letih |
| ------------------------------------ | ------------------------------------ | ------------------------------------ | ------------------------------------ | ------------------------------------ | ------------------------------------ |
| 1948                                 | 1953                                 | 1961                                 | 1971                                 | 1981                                 | 1991                                 |
| -                                    | -                                    | -                                    | 198                                  | 92                                   | 57                                   |

| Narodna sestava prebivalstva po letih                                                                                    | Narodna sestava prebivalstva po letih                                                                                    | Narodna sestava prebivalstva po letih                                                                                    |
| --- | --- | --- |
| 1971 | 1981 | 1991 |
| . skupaj: 198 Srbi 198 (100 %) Hrvati 0 (0,00 %) Muslimani 0 (0,00 %) Jugoslovani 0 (0,00 %) drugi in neznano 0 (0,00 %) | . skupaj: 92 Srbi 85 (92,39 %) Hrvati 0 (0,00 %) Muslimani 0 (0,00 %) Jugoslovani 7 (7,60 %) drugi in neznano 0 (0,00 %) | . skupaj: 57 Srbi 56 (98,24 %) Muslimani 1 (1,75 %) Hrvati 0 (0,00 %) Jugoslovani 0 (0,00 %) drugi in neznano 0 (0,00 %) |